# Wasilia
Wasilia (gr. Bασιλεια, tur. Karşıyaka) – wieś na Cyprze, w dystrykcie Kirenia. Obecnie znajduje się w granicach Cypru Północnego.